# Тибодо, Антуан Клер
Антуа́н Клер Тибодо́ (фр. Antoine Claire Thibaudeau; 23 марта 1765, Пуатье — 9 марта 1854, Париж) — политический деятель времён Великой французской революции, адвокат, писатель и историк.
В 1792 году член Конвента, в 1796 году президент Совета пятисот, во время Ста дней — пэр, до 1830 года в изгнании, в 1852 году сенатор.

## Биография и деятельность
Сын René Hyacinthe Thibaudeau (1737—1813). Перед революцией стал адвокатом.
Избранный членом национального Конвента, он примкнул к монтаньярам и голосовал за смерть короля, хотя и держался в стороне от клуба якобинцев. После 9 термидора Тибодо стал одним из предводителей умеренной партии и настоял на возвращении удалённых депутатов, на отмене законов о подозрительных, о максимуме и др. В 1795 г. он был избран в президенты Конвента, затем в члены Комитета общественного спасения. 1 прериаля он высказался против крайних мер по отношению к виновникам, но тем энергичнее восставал против 13 вандемьера. Будучи одним из главных редакторов конституции III года, Тибодо был избран в Совет пятисот сразу 32 департаментами и был сначала секретарём, а затем президентом Совета (1796).
Республиканец по убеждениям, Тибодо энергично боролся с роялистами. Во время 18 фрюктидора он попал в проскрипционный список, но сохранил своё место в Совете пятисот до выборов 1798 г., на которых он не был избран.
После 18 брюмера он был назначен префектом Жиронды, затем членом Государственного совета. Там он держал себя независимо и часто возражал Наполеону, вследствие чего был удалён из государственного совета и назначен префектом департамента Буш-дю-Рон с возведением в графское достоинство.
Назначенный во время Ста дней членом Палаты пэров, Тибодо произнёс после Ватерлоо речь против возвращения Бурбонов. Вследствие закона о «цареубийцах» он принужден был оставить Францию.
Живя за границей, он написал мемуары и «Историю Бонапарта». Вернулся во Францию после Июльской революции. После переворота 2 декабря 1851 г. Наполеон III назначил его сенатором, и Тибодо принял это назначение, хотя и выставлял себя убеждённым республиканцем. На момент смерти в 1854 году, оставался последним живым членом Национального конвента Франции. 

## Издания
Главные его сочинения:
- «Mémoires sur la Convention et le Directoire» (П., 1824);
- «Mémoires sur le Consulat et l’Empire» (П., 1835—1838);
- «Histoire générale de Napoléon Bonaparte» (П., 1827—1828);
- «Histoire des Etats généraux et des institutions représentatives en France» (П., 1843);
- «Ma biographie. Mes mémoires, 1765—92» (Пар., 1875).